# 下石野駅
下石野駅（しもいしのえき）は、兵庫県三木市別所町下石野1丁目にあった三木鉄道三木線の駅である（廃駅）。三木線が三木鉄道へ転換されてから開業した簡便な駅であった。

## 歴史
このあたりの線路は1916年（大正5年）11月22日に開通しているが当初この駅は設置されていなかった。線路は当初播州鉄道のものであったが播丹鉄道、国鉄を経て三木鉄道に移管され、1986年（昭和61年）に宗佐駅・西這田駅・高木駅とともに当駅が開業した。

### 年表
- 1986年（昭和61年）4月1日：開業[1][2]。
- 2008年（平成20年）4月1日：三木線廃止により廃駅。

## 駅構造
単式ホーム1面1線のみを有する地上駅。ほぼ東西に走る線路の北側に、簡単なホームを添えただけのつくりとなっている。
線路は築堤の上を走っていたので地平から見るとホームは高い位置にあり、このためホームの宗佐方の端から階段が降りており、駅から外部へはこれを使う。階段を下りるとすぐに三木線のガードがあり、駅から線路をくぐって南側に行くことができた。
開業以来無人駅で、駅舎はなく、ホームの上に短い上屋があるのみであった。ホーム上にはその他、公衆電話が設置されていた。

## 利用状況
2000年（平成12年）度の年間乗客数はおよそ7,000名（内定期客は約4,000名）であったが、分校が廃止された2001年（平成13年）度には9,000名（内定期客は約6,000名）に増加、以後の年間乗客数は1万名前後で推移している。

## 駅周辺
駅の西側には南北に細長く下石野の集落が開けており、東側には田園地帯が広がっている。駅の南200メートルほどのところを三木鉄道にほぼ並行する形で兵庫県道20号加古川三田線が走っており、駅からは三木線のガードをくぐった後集落の中の路地を通って県道に出ることができた。駅の北すぐのところには三木市立別所小学校の下石野分校があったが、2001年（平成13年）に廃校となった。
当駅と隣の宗佐駅の間はわずか500メートルほどの距離であるが、三木市と加古川市の境を越える。間には小さな山が横たわっているため三木線の線路は切り通しの中を進んでいた。

## バス路線
三木線の廃線後は駅近くに「下石野」停留所が設置され、三木鉄道代替バス（神姫バスが運行）が経由している。
- 厄神駅 - 下石野 - 三木鉄道三木駅 - 恵比須駅
- 厄神駅 - 下石野 - 三木鉄道三木駅 - 三木営業所

またみっきぃバスが月曜日と水曜日に近くの下石野公民館前から運転されている。

## 隣の駅
三木鉄道
三木線
宗佐駅 - 下石野駅 - 石野駅